# Christer Oxehufvud
Christer Gustaf Oxehufwud, född den 9 maj 1831 i Edsbergs socken, Örebro län, död den 18 mars 1917 i Karlskoga församling, samma län, var en svensk militär och hovman. Han var son till Olof Philip Oxehufvud och brorson till Göran Adolph Oxehufvud.
Oxehufvud blev underlöjtnant vid Värmlands fältjägarregemente 1852, löjtnant där 1855, kapten där 1872 och major 1874. Han befordrades till överstelöjtnant och chef för Norrbottens fältjägarkår 1881 och till överste i armén 1888. Oxehufvud var tillförordnad generalintendent och tillförordnad chef för Arméförvaltningens intendentsdepartement 1889–1892. Han blev överste och chef för Bohusläns regemente 1890 och för Älvsborgs regemente 1892. 
Oxehufvud beviljades avsked ur krigstjänsten 1894. Han var styresman för Loka hälsobrunn 1896–1903 och blev överintendent vid hovet 1897. Oxehufvud blev riddare av Svärdsorden 1873, kommendör av första klassen av Vasaorden 1890 och kommendör av andra klassen av Svärdsorden 1892. Han vilar på Gamla kyrkogården i Karlskoga.